# 小行星8854
小行星8854（英語：8854）是一颗围绕太阳公转的小行星。1991年4月16日，川里信弘在上野原市发现了此天体。
这颗小行星的绝对星等为184.69749等。